# Korengal
Série
Restrepo
(2010)
Pour plus de détails, voir Fiche technique et Distribution.
Korengal est un film américain réalisé par Sebastian Junger, sorti en 2014.

## Synopsis
Le film suit l'armée américaine lors des batailles de la vallée de Korengal.

## Fiche technique
- Titre : Korengal
- Réalisation : Sebastian Junger
- Musique : Marty Beller
- Photographie : Tim Hetherington et Sebastian Junger
- Montage : Michael Levine
- Production : Nick Quested
- Société de production :
- Société de distribution : GathrFilms (États-Unis)
- Pays :  États-Unis,  Italie et  Afghanistan
- Genre : Documentaire
- Durée : 84 minutes
- Dates de sortie : 
  -  États-Unis : 17 mai 2014 (Little Rock Film Festival)

## Accueil
Le film a reçu un accueil favorable de la critique. Il obtient un score moyen de 67 % sur Metacritic.